# Geomela
Geomela is een geslacht van kevers uit de familie bladkevers (Chrysomelidae).
De wetenschappelijke naam van het geslacht werd in 1916 gepubliceerd door Arthur Mills Lea.

## Soorten
- Geomela beatricis Daccordi & De Little, 2003
- Geomela chiarae Daccordi & De Little, 2003
- Geomela endiandrae Daccordi, 2003
- Geomela variabile Daccordi, 2003